# گمینا خاچوو
گمینا خاچوو (به لهستانی:  Gmina Haczów) یک گمینا در لهستان است که در شهرستان بژوزوف واقع شده‌است. گمینا خاچوو ۷۱٫۳ کیلومتر مربع مساحت و ۹٬۰۵۷ نفر جمعیت دارد.